# Ковдозеро (озеро, Лоухский район)
Ковдозеро — пресноводное озеро на территории Амбарнского сельского поселения Лоухского района Республики Карелии.

## Общие сведения
Площадь озера — 2,6 км², площадь водосборного бассейна — 8,69 км². Располагается на высоте 72,0 метров над уровнем моря.
Форма озера лопастная, продолговатая: оно более чем на три километра вытянуто с юго-запада на северо-восток. Берега изрезанные, каменисто-песчаные, местами заболоченные.
С северной стороны озера вытекает безымянная протока, впадающая в Энгозеро, воды из которого через реки Калгу и Воньгу попадают в Белое море.
В озере расположено не менее двух небольших безымянных островов.
Населённые пункты вблизи водоёма отсутствуют.
Код объекта в государственном водном реестре — 02020000711102000003030.